# التکولا، بخش راپلا
التکولا، بخش راپلا (به لاتین: Altküla, Rapla County) یک روستا در استونی است که در شهرستان راپلا واقع شده‌است.